# Agrilus nelae
Agrilus nelae é uma espécie de inseto do género Agrilus, família Buprestidae, ordem Coleoptera.
Foi descrita cientificamente por Curletti, no ano 2000.